# Faustino Ballvé
Faustino Ballvé (ur. w 1887 w Barcelonie, zm. w 1958 w Meksyku) – hiszpańsko-meksykański ekonomista, prawnik i polityk oraz deputowany hiszpańskiego parlamentu od 7 stycznia 1936 do 2 lutego 1939.

## Życiorys
Studiował prawo na Uniwersytecie w Barcelonie, potem uzyskał tytuł doktora na Uniwersytecie w Madrycie. Następnie kontynuował zdobywanie wiedzy w Niemczech i Wielkiej Brytanii. W trakcie hiszpańskiej wojny domowej panujący wtedy tam totalitaryzm skłonił go ku emigracji do Meksyku, gdzie dotarł w 1942. Został tam profesorem ekonomii w Instytucie Technologicznym w Meksyku (ITM) oraz wydziale prawa na Narodowym Uniwersytecie Autonomicznym Meksyku.

## Dzieła
- Libertad y economía (1954)
- Elementarz Ekonomii (1956, wydanie polskie 2017)
- Esquema de metodología jurídica (1956)
- Formulación procesal civil (1958)